# Iulianovca, Iampol
Iulianovca (în ucraineană Улянівка, transliterat: Uleanivka) este un sat în comuna Haljbiivka din raionul Iampol, regiunea Vinița, Ucraina.

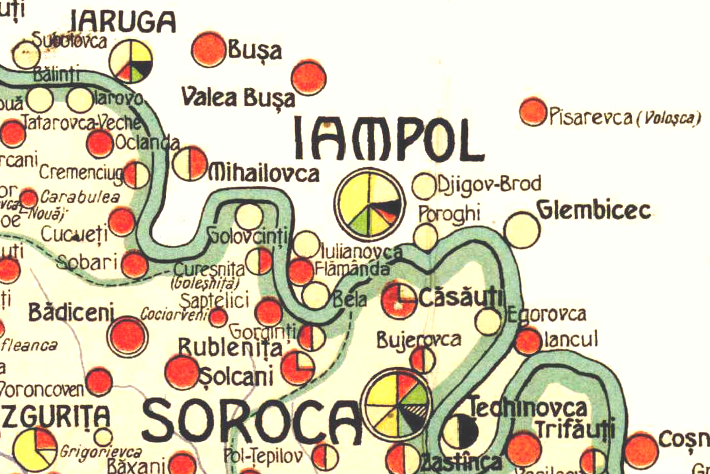
Flămânda pe harta etnografică a Basarabiei din 1918, de Alexis Nour.

## Demografie
Componența lingvistică a localității Iulianovca
     Ucraineană (90,7%)
     Română (9,3%)
Conform recensământului din 2001, majoritatea populației localității Iulianovca era vorbitoare de ucraineană (90,7%), existând în minoritate și vorbitori de română (9,3%).